# Hemibeltrania malaysiana
Hemibeltrania malaysiana är en svampart som beskrevs av Matsush. 1996. Hemibeltrania malaysiana ingår i släktet Hemibeltrania, divisionen sporsäcksvampar och riket svampar.   Inga underarter finns listade i Catalogue of Life.